# Queenstown (stacja metra)
Queenstown – stacja naziemna Mass Rapid Transit (MRT) w Singapurze, która jest częścią East West Line. Położona jest w dzielnicy Queenstown.